# Luang Prabang
Luang Prabang (laot. ຫລວງພະບາງ /lŭaːŋ pʰā baːŋ/) – miasto leżące w północnej części Laosu nad rzeką Mekong, w prowincji Luang Prabang, której jest stolicą. Do roku 1975 było stolicą Laosu.

## Toponimia
Laotańskie słowo ພະ /pʰā/ oznacza, między innymi, wizerunek Buddy. Całą nazwę miasta (ຫລວງພະບາງ) można przetłumaczyć jako Królewskie Miasto Delikatnego Obrazu Buddy. Pochodzi ona od posągu Buddy podarowanego w 1359 r. księciu Fa Ngumowi przez władcę Imperium Khmerów. Pod obecną nazwą jest ono znane od ok. 1560 r. Wcześniej miasto nosiło nazwy Muang Seua oraz Xieng Dong-Xieng Thong.

## Geografia
| \| I \| II \| III \| IV \| V \| VI \| VII \| VIII \| IX \| X \| XI \| XII \| \| 0.6 82 57 \| 0.6 88 59 \| 1.3 93 64 \| 3.7 95 70 \| 5.9 93 73 \| 7 91 75 \| 8.8 90 75 \| 8.9 88 75 \| 6.5 90 73 \| 4.2 88 70 \| 1.1 84 64 \| 0.5 81 57 \| \| Temperatury w °F Opad całkowity w calach \| \| \| \| \| \| \| \| \| \| \| \| |           |           |           |           |         |           |           |           |           |           |           |
| I | II        | III       | IV        | V         | VI      | VII       | VIII      | IX        | X         | XI        | XII       |
| 0.6 82 57 | 0.6 88 59 | 1.3 93 64 | 3.7 95 70 | 5.9 93 73 | 7 91 75 | 8.8 90 75 | 8.9 88 75 | 6.5 90 73 | 4.2 88 70 | 1.1 84 64 | 0.5 81 57 |
| Temperatury w °F Opad całkowity w calach |           |           |           |           |         |           |           |           |           |           |           |

| I                                        | II        | III       | IV        | V         | VI      | VII       | VIII      | IX        | X         | XI        | XII       |
| 0.6 82 57                                | 0.6 88 59 | 1.3 93 64 | 3.7 95 70 | 5.9 93 73 | 7 91 75 | 8.8 90 75 | 8.9 88 75 | 6.5 90 73 | 4.2 88 70 | 1.1 84 64 | 0.5 81 57 |
| Temperatury w °F Opad całkowity w calach |           |           |           |           |         |           |           |           |           |           |           |

Luang Prabang znajduje się w północnym Laosie, na brzegu Mekongu, w miejscu ujścia rzeki Nam Khan. Tuż przed ujściem rzeka Khan skręca ostro w prawo, przez co część miasta znajduje się na powstałym w ten sposób półwyspie. W centrum Luang Prabang znajduje się wzgórze Phu Si (wys. wzgl. ok. 100 m). Miasto otoczone jest zbudowanymi z wapienia wzgórzami sięgającymi wysokością 600 m n.p.m.
Według klasyfikacji Köppena miasto znajduje się w strefie klimatu tropikalnego wilgotnego i suchego (Aw). Chociaż generalnie w ciągu całego roku panują w nim wysokie temperatury, w grudniu i styczniu jest wyraźnie chłodniej. Można też wyróżnić porę deszczową (od kwietnia do października) i suchą (w okresie pozostałych pięciu miesięcy). Średni roczny opad wynosi 1249 mm.

## Legendy
Według jednej z legend, podczas swojej podróży po Azji Południowo-Wschodniej Budda odpoczął na brzegu Mekongu. Miał się on przy tym uśmiechnąć i przepowiedzieć, że w przyszłości powstanie w tym miejscu bogata i potężna stolica państwa – przyszłe Luang Prabang. Inna legenda przypisuje lokalizację miasta wyborowi dwóch pustelników, którzy zostali urzeczeni pięknem miejsca i nadali mu nazwę Xieng Dong (lub Xieng Thong) na pamiątkę rosnącego tam drzewa. Początkowo miały tam mieszkać jedynie fantastyczne stwory, które po swojej śmierci stały się duchami opiekuńczymi miasta. Następnie pojawili się ludzie. Wreszcie z północy przybyli Laotańczycy pod wodzą swojego legendarnego króla Khun Lo, który nadał miastu nazwę Muang Java (w wymowie laotańskiej Muang Seua).

## Historia
Dokładna data powstania Luang Prabang nie jest znana. Znalezione podczas wykopalisk archeologicznych w leżącej blisko miasta jaskini Tham Hua Pu kamienne narzędzia wskazują, że w rejonie tym ludzie mieszkali już 8000 lat p.n.e. Z kolei odnalezione przez archeologów różnorodne ozdobne koraliki dowodzą istnienia wymiany handlowej miejscowej ludności z Indiami już ok. 500 r. pne. Wzrost znaczenia miasta wiąże się z osobą księcia, a później króla Fa Nguma – założyciela królestwa Lan Xang Hom Khao (Królestwo Miliona Słoni i Białego Parasola) w 1353 r. Stolicą królestwa uczynił on Muang Seua. Rozplanowanie stolicy odbiegało od wzorców znanych z Europy: był to przede wszystkim obronny królewski kompleks administracyjno-religijny z położonymi wokół niego wsiami (laot. ບ້ານ /bȃːn/) zaspokajającymi jego potrzeby i nie tworzącymi z nim wspólnej jednostki administracyjnej. Rozwojowi miasta sprzyjało jego położenie na trasie handlu jedwabiem. W 1359 r. Fa Ngum sprowadził do królestwa podarowany przez władcę Imperium Khmerów posąg Buddy, którego laotańskie określenie stało się później nazwą miasta. Sprowadzenie posągu było elementem wprowadzania przez króla buddyzmu therawady jako religii królestwa.
W 1563 r. król Setthathirat przeniósł stolicę Lan Xang do Wientianu, którego położenie było korzystniejsze wobec zagrożenia birmańskimi najazdami. Nieco wcześniej zmieniono nazwę miasta na Luang Prabang dla uczczenia znajdującego się w nim świętego wizerunku Buddy. Pomimo przeniesienia ośrodka administracyjnego kraju do Wientianu, Luang Prabang pozostało głównym centrum religijnym Laosu.
W latach 1753 i 1771 miasto padło ofiarą birmańskich najazdów. W roku 1705 wywieziono posąg do Wientianu, a w 1779, po zajęciu Laosu przez wojska syjamskiego króla Taksina, święty posąg Buddy zabrany został wraz z drugim świętym wizerunkiem – Szmaragdowym Buddą (Phra Kaeo) do Bangkoku (zwrócony został ostatecznie w 1867 r. przez króla Mongkuta). W 1774 r., podczas obchodów Nowego Roku, większość miasta strawił pożar. Kolejny najazd miał miejsce w 1791 r., tym razem ze strony Wientianu, który w międzyczasie, po rozpadzie Laosu na trzy królestwa, stał się stolicą osobnego państwa.
Od połowy XIX w. Lan Xang wraz ze swą stolicą w Luang Prabang stało się wasalem Syjamu. Przez pewien czas jego władcy byli nawet zmuszeni płacić podwójną daninę – Syjamowi i Annamowi. Od drugiej połowy XIX w. coraz większe zainteresowanie tym rejonem Azji wykazywali Francuzi. Podczas misji rekonesansowej w pobliżu Luang Prabang (w roku 1861) umarł na malarię francuski badacz Indochin, odkrywca Angkor Wat – Henri Mouhot. Od 1885 r. Francja utrzymywała w Luang Prabang swojego wicekonsula, którym został Auguste Pavie, i wreszcie w 1893 r. całe królestwo zostało inkorporowane do francuskiego Laosu. Wcześniej, bo w 1887 r., miasto zostało jeszcze zdobyte i splądrowane przez sojusznicze wojska Białych Tajów pod wodzą Deo Van Tri oraz bandytów z Junnanu (tzw. Czarne Flagi) – doszło wówczas do zniszczenia Pałacu Królewskiego oraz świątyni Wat Visunarat
Pomimo faktycznego włączenia do francuskich Indochin, dawne królestwo było traktowane w sposób szczególny. W odróżnieniu od pozostałego terytorium dzisiejszego Laosu nie było formalnie kolonią, ale protektoratem. Wszystkie wyższe stanowiska w administracji, która zachowała po części tradycyjny charakter, zajmowała laotańska szlachta. Francuzi finansowali też odbudowę zrujnowanego Luang Prabang, a w latach 1904–1909 francuscy inżynierowie zaprojektowali i zbudowali Pałac Królewski wraz utrzymanymi w stylu europejskim ogrodami nad brzegiem Mekongu. Wsparcie dla dziedzictwa kultury buddyjskiej miało w zamierzeniu władz francuskich służyć wzmocnieniu monarchii. Francuzi wytyczyli nową siatkę ulic królewskiej stolicy, wznieśli w niej budynki administracyjne i handlowe – z tego okresu zachowały się liczne zabytki francuskiej architektury kolonialnej. W 1936 droga połączyła Luang Prabang z Wietnamem, a w 1944 z Wientianem. W okresie tym miasto stanowiło główny ośrodek handlowy i administracyjny północnego Laosu. Jednak nawet wtedy odległe położenie Luang Prabang utrzymywało je na uboczu głównego nurtu życia politycznego, co sprzyjało zachowaniu jego tradycyjnego charakteru.
Chociaż związek między przeprowadzoną przez Francuzów odbudową a pierwotnym planem miasta sporządzonym przez Fa Nguma jest bardzo wątły, aż do utraty przez Luang Prabang rangi stolicy w grudniu 1975 utrzymywała się ciągłość rytuałów religijnych i dworskich oraz trwała pamięć o jego znaczeniu. 600-letnią tradycję Królestwa Lan Xang zniszczyli dopiero komuniści zsyłając do obozu pracy króla z rodziną (wszyscy wkrótce zmarli) i zakazując wielu ceremonii religijnych.

## Zabytki

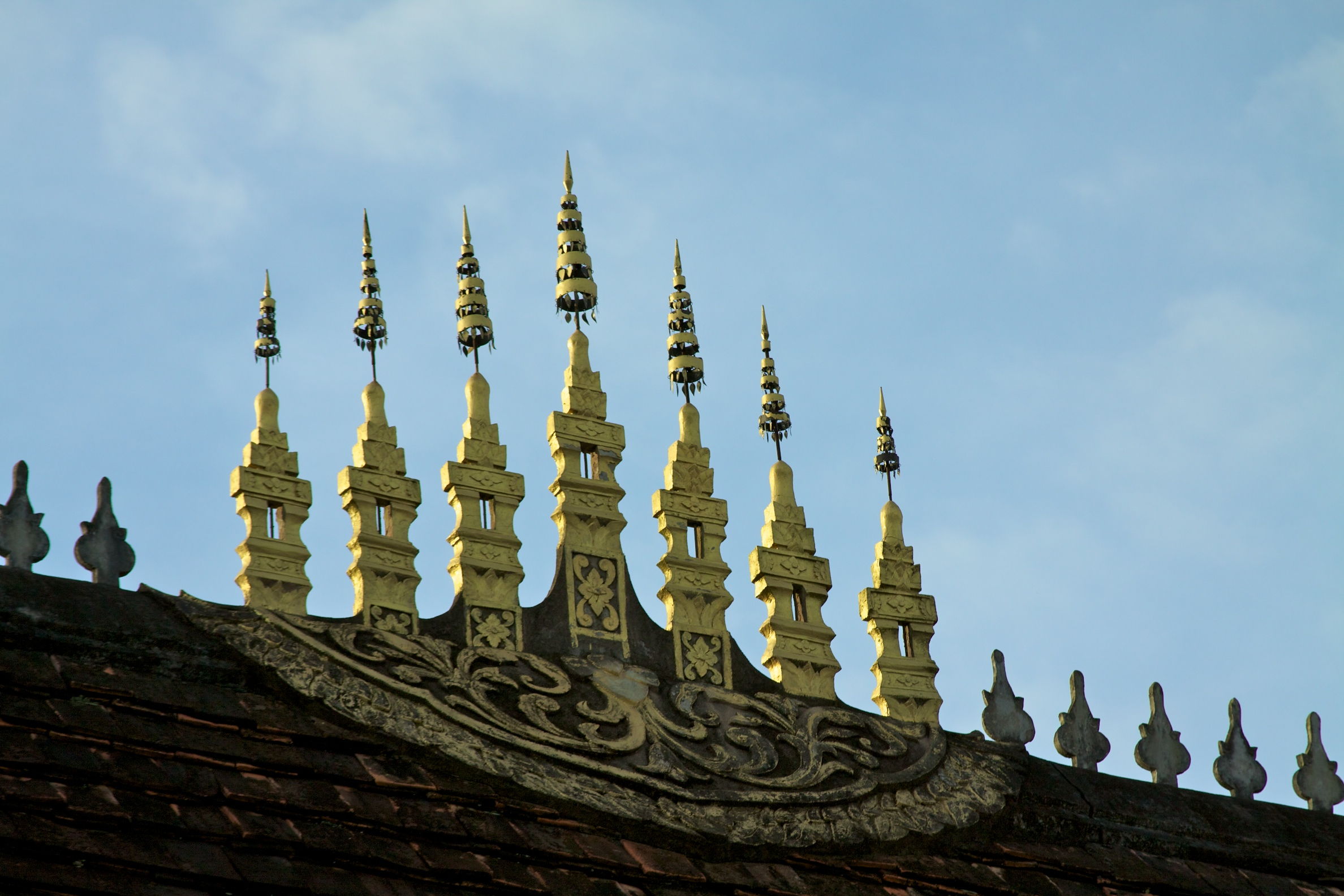
Dok So Fa

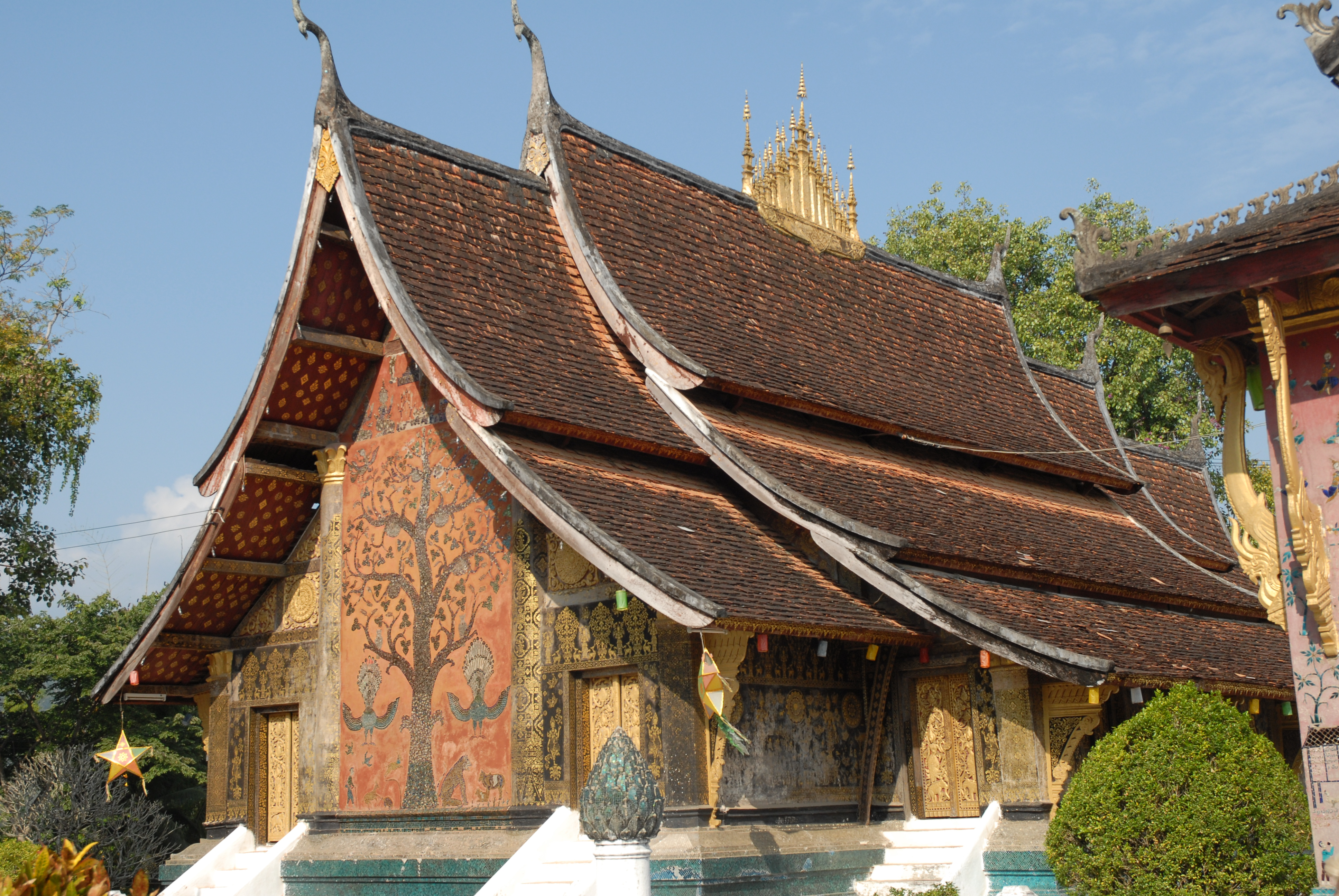
Wat Xieng Thong od strony tylnej – widoczny wizerunek drzewa.

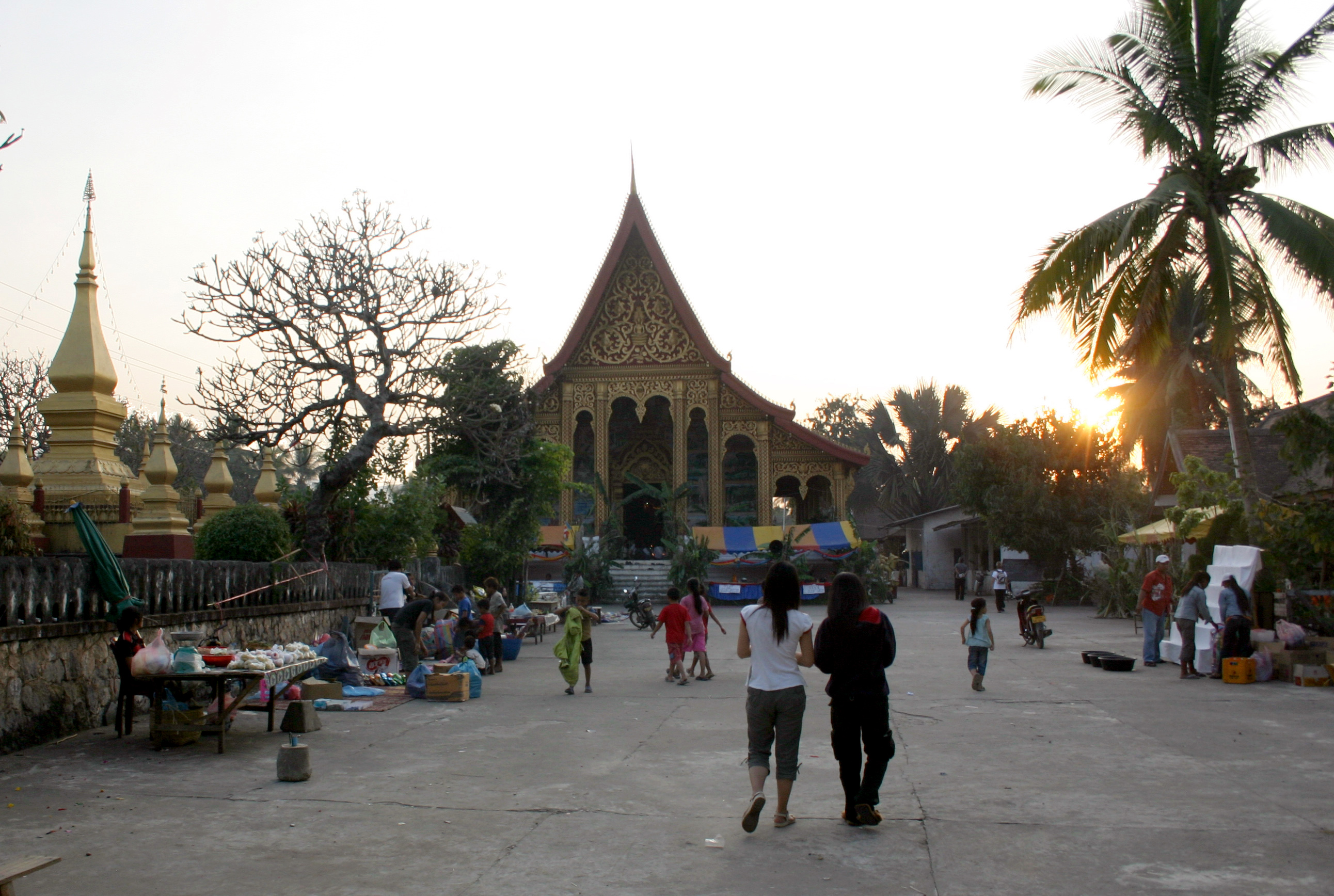
Wat Manorom

W szczytowym okresie świetności miasta, w Luang Prabang znajdowało się 66 świątyń buddyjskich. Dziejowe zawieruchy przetrwały tylko 32 z nich. Były one wielokrotnie przebudowywane i odbudowywane, zatraciły więc swoją pierwotną formę. Wokół każdej świątyni budowano dodatkowe budynki, tworząc w ten sposób kompleks świątynny. W jego skład wchodzą: sim – właściwa świątynia; that – stupa zawierająca relikwie; sala – pozbawione ścian pomieszczenie służące za miejsce zebrań, posiłków i niektórych ceremonii; ho la khang – dzwonnica; ho kong – wieża z bębnem; ho tai – biblioteka; kouti – sypialnia mnichów. Większość z tych obiektów znajduje się w części miasta pomiędzy wzgórzem Phu Si a brzegiem Mekongu. Cechą charakterystyczną laotańskich świątyń jest ozdobne zwieńczenie środkowej części górnej krawędzi dachu – dok so fa. Wśród świątyń Luang Prabang wyróżnia się cztery style:
- I – najstarszy styl; obwód podstawy jest mniejszy od obwodu dachu. Przykład: Wat Wisoun.
- II – wielopiętrowe, nisko opuszczone dachy symbolizujące buddyjską kosmologię. Przykład: Wat Xieng Thong.
- III – nisko opuszczone dachy. Przykład: Wat Long Khoun.
- IV – wąskie, wysokie ściany, krótsze okapy. Przykład: Wat Pahuak.

Cechy stylu budowy świątyń charakterystycznego dla Luang Prabang to:
- Piętrowe, bardzo nisko opuszczone dachy
- Przedsionki z kolumnami ozdobione bogatymi ornamentami (w tym sztukateriami i freskami na suchym tynku)

Posąg Buddy Phrabang (laot. ພະບາງ /pʰā baːŋ/)
Jest to najbardziej czczony w Laosie wizerunek Buddy. Mierzący 83 cm pozłacany posąg ze stopu brązu, srebra i złota przedstawia stojącego Buddę z obydwiema rękami w pozycji abhajamudra wyrażającej wolność od lęku. Według legendy posąg miał być odlany na Cejlonie. Wiadomo, że został sprowadzony przez króla Fa Nguma z Kambodży do królestwa Lan Xang w 1359 r., a w Luang Prabang znalazł się ok. roku 1502 za panowania króla Wisunarata. Święty wizerunek umieszczono początkowo w świątyni Wat Manorom , a następnie w budowanej specjalnie dla niego od 1512 r. świątyni Wat Wisunarat. Uważano, że pełni on rolę palladium – chroni królestwo przed wrogami. W roku 1705 wywieziono posąg do Wientianu, a w 1779, po zajęciu Laosu przez wojska syjamskiego króla Taksina, święty posąg Buddy zabrany został wraz z drugim świętym wizerunkiem – Szmaragdowym Buddą (Phra Kaeo) do Bangkoku. Jednak po 3 latach król Rama I odesłał posąg do Wientianu uważając, że przebywanie dwóch świętych wizerunków w jednym mieście może mu przynieść nieszczęście. W 1827 r. święty wizerunek ponownie trafił z Wientianu do Syjamu, ale w 1867 r. król Mongkut zwrócił posąg Luang Prabang. Po zniszczeniu świątyni Wat Wisunarat w 1887 r. posąg Buddy Phrabang przeniesiono do Wat Mai, a od 1947 r. znajdował się on w Pałacu Królewskim . Po przejęciu władzy w przez komunistów w 1975 r. Pałac Królewski zamieniono w muzeum, a posąg pełnił w nim funkcję eksponatu. Jedynie raz w roku, 3. dnia laotańskiego Nowego Roku, święty wizerunek przenoszony był w procesji do Wat Mai, gdzie go uroczyście obmywano i wystawiano na widok publiczny. W grudniu 2013 r. przeniesiono posąg w uroczystej procesji z udziałem najwyższych władz partyjno-rządowych do nowo wybudowanej świątyni Wat Ho Phra Bang .
Wat Mai Suwannaphumaham (laot. ວັດໄທມ່ສຸວັມມະຟູມອາຮາມ)

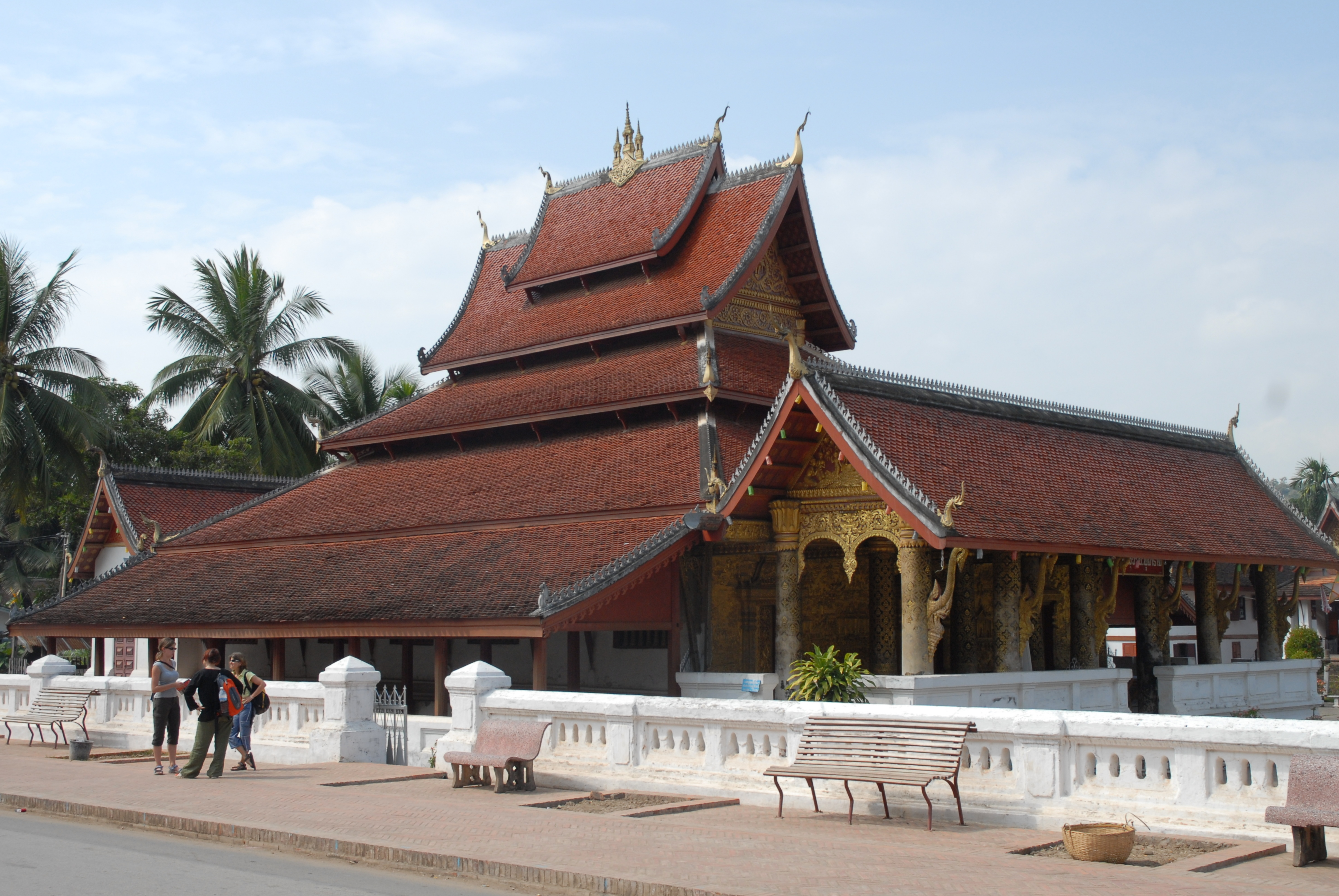
Wat Mai. Piętrowy, nisko opuszczony dach; przedsionek z kolumnadą.

Świątynia ważna zarówno ze względu na funkcje religijne, jak i walory estetyczne. Jej budowa w tradycyjnym stylu charakterystycznym dla Luang Prabang rozpoczęła się w 1796 r., a w ciągu XIX w. świątynia była rozbudowywana i przebudowywana – m.in. w latach 20. dobudowano charakterystyczne przedsionki z kolumnadami z przodu i z tyłu świątyni. Najbardziej charakterystycznym elementem Wat Mai jest pięciopiętrowy dach. Wyróżnia ją także złocony relief na ścianie frontowej przedstawiający sceny z Ramajany i dżatak. W pomalowanym na czerwono wnętrzu znalazły się liczne złocone posągi Buddy.
Wat Mai pełniła przez wiele lat rolę świątyni rodziny królewskiej, a także była siedzibą Pra Sangkharata – najwyższego rangą duchownego buddyjskiego w Laosie. Po zniszczeniu większości miasta w 1887 r. w Wat Mai znalazł schronienie posąg Buddy Phrabang. Zbiory wybudowanej obok świątyni biblioteki posłużyły francuskiemu wicekonsulowi Auguste Paviemu jako źródło do pisanego przez niego pierwszego obszerniejszego opracowania historii Laosu, jakie powstało w języku europejskim .
Wat Xieng Thong (laot. ວັດຊຽງທອງ /wāt síaːŋtʰɔ̑ːŋ/)
Świątynia ta uważana jest za najświetniejszy przykład klasycznej architektury buddyjskiej północnego Laosu z XVI w. Została ona ufundowana ok. 1560 r. przez króla Setthathiratha, ale według legendy kamień węgielny pod nią (i pod miasto) położyło dwóch pustelników w sąsiedztwie rosnącego w tym miejscu drzewa. Zostało ono upamiętnione w postaci sztukaterii na tylnej ścianie świątyni. Na cały kompleks świątynny składa się ponad 20 budynków, w tym liczne stupy i biblioteka (wybudowana w 1828 r.).
Wat Xieng Thong była miejscem koronacji królów Laosu, a także licznych dorocznych świąt ku czci Buddy oraz lokalnych duchów opiekuńczych. Od chwili swego powstania, aż do upadku monarchii znajdowała się ona pod szczególną opieką monarchii – z tego powodu była wielokrotnie przebudowywana. Jako jedna z nielicznych ocalała ona z pogromu 1887 r., gdyż wódz najeźdźców Deo Van Tri, który odbywał w niej w młodości nowicjat, uczynił ją swoją kwaterą .
Wat Manorom (laot. ວັດມະໂມລົມ /wāt māmóːlóm/)
Chociaż brak jest zgody co do daty wybudowania tej świątyni, panuje zgodna opinia, iż została ona wzniesiona w miejscu, gdzie znajdowała się najstarsza khmerska misja buddyjska w mieście. Część badaczy uważa, że powstała ona za życia syna Fa Nguma – Samsenthaia, w roku 1372 lub 1375. Inni datują jej powstanie na rok 1491, kiedy panował Lasenthai. O jej dużym znaczeniu świadczy fakt, że w latach 1502–1513 gościła ona posąg Buddy Phrabang, zanim został on przeniesiony do Wat Wisunarat. Jak wiele innych budowli, Wat Manorai została zniszczona podczas najazdu z 1887 roku. Odbudowany w 1972 roku główny budynek świątyni należy do najwyższych obiektów sakralnych w Luang Prabang.
Choć w porównaniu z innymi świątyniami miasta Wat Manorom jest niepozorna, pełni ona nadal ważną funkcję w życiu społeczności Luang Prabang. Najważniejszym jej obiektem jest posąg Buddy odlany z brązu w latach 70. XIV w. za panowania Samsenthaia. W odróżnieniu od dominującego wcześniej w buddyjskiej sztuce Luang Prabang stylu khmerskiego, posąg ten wykazuje cechy charakterystyczne dla tajskiej sztuki królestwa Sukhothai. Ważący ponad dwie tony posąg przedstawia Buddę w pozycji siedzącej z rękami w geście bhumisparśamudry oznaczającym wezwanie ziemi na świadka zdecydowania w dążeniu do oświecenia. Jest to największy posąg Buddy w Luang Prabang – mierzy ok. 6 m wysokości. W roku 1887 oraz w czasie późniejszych walk francusko-tajskich został on poważnie uszkodzony – utracił obydwie ręce. Podczas odbudowy świątyni w 1972 r. zostały one odtworzone z betonu, a odnaleziony fragment przedramienia można oglądać złożony u stóp posągu.
Żyjąca wokół Wat Manorom wspólnota monastyczna cieszy się największą liczbą mnichów i nowicjuszy spośród wszystkich świątyń Luang Prabang. Prowadzi też ona szkołę podstawową .

## Kultura, sztuka i rzemiosło artystyczne

### Teatr tańca i lalkarstwo
Muzyka i taniec klasyczny Luang Prabang mają swój własny styl związany z dworem królewskim. Korzenie tych sztuk sięgają odprawianych w XIV w. przez Fa Nguma ceremonii czczenia zwycięstw. W przeszłości tancerze wybierani byli spośród miejscowej młodzieży i szkoleni przez mistrza tańca w Pałacu Królewskim. Podczas przedstawień (np. adaptacji Ramajany) zakładają oni maski wytwarzane przez miejscowych rzemieślników.
Lalkarstwo narodziło się we wsi Xieng Thong i dlatego tradycyjnie spośród jej mieszkańców rekrutowano lalkarzy. Opanowanie sztuki poruszania lalkami jest trudne i czasochłonne. Lalki traktowane są jako święte, gdyż zgodnie z miejscowym wierzeniem w każdej zamieszkuje jej własny duch. Z tego powodu są one przechowywane w Wat Xieng Thong i po każdym pokazie tam zwracane. Po każdych pięciu przedstawieniach odbywa się ceremonia złożenia ofiar duchom zamieszkującym w lalkach.

### Rzemiosło
Ze względu na obecność w Luang Prabang królewskiego dworu, w mieście i okolicznych wsiach istniało wiele zaopatrujących go warsztatów rzemiosła artystycznego. Szkolenie rzemieślników odbywało się między innymi w miejscowych klasztorach, dzięki czemu przebywający w nich czasowo nowicjusze zyskiwali cenne umiejętności, które mogli wykorzystywać po powrocie do domów. Do dziś reprezentowane są takie specjalności rzemieślnicze, jak snycerstwo, kowalstwo żelaza i srebra, papiernictwo, tkactwo i farbiarstwo jedwabiu, hafciarstwo, koszykarstwo, garncarstwo.

### Kuchnia
Tradycja dworu królewskiego spowodowała, że kuchnia Luang Prabang uważana jest za bardziej wyrafinowaną i złożoną od odmian kuchni laotańskiej z innych regionów. Cechuje się oszczędnym stosowaniem przypraw, co pozwala na dominację smakową wykorzystywanych w niej świeżych składników roślinnych i zwierzęcych. Wśród przypraw dominują te o smaku pikantnym i gorzkim. Zrządzeniem losu zachowały się receptury szefów kuchni dworu królewskiego, które zostały opublikowane przez jedno z brytyjskich wydawnictw.
Charakterystycznymi składnikami kuchni Luang Prabang są pasta rybna (padek), suszone rzeczne wodorosty (khai phaen), pasta z chilli i suszonej skóry bawołu (jaeo bong). Najpopularniejszą przyprawą jest świeży korzeń imbiru (przyprawa ta pełni też funkcję rytualną). Potrawy typowe dla miasta, to koi (siekane fasola, kolendra, cytryny wymieszane z mielonym mięsem ryby, kurczaka bądź kaczki) i saa (wieprzowina wymieszana z siekanym kwiatem bananowca, chili, cytryną i kolendrą).
W kuchni Luang Prabang daje się też zauważyć wieloletni wpływ kultury francuskiej – popularne są m.in. kawa i bagietki.

## Święta
- Styczeń: Boun Khoun Khao – święto zbiorów obchodzone po zakończeniu ryżowych żniw. Boun Pha Vet – obchodzone w świątyniach, trwające trzy dni i trzy noce święto recytacji dżatak; w okresie tym popularne jest odwiedzanie przepowiadaczy przyszłości.
- Luty: Boun Makha Bous’a – święto obchodzone w świątyniach na pamiątkę kazania Buddy wygłoszonego dla 1250 oświeconych mnichów; odwiedzający świątynie obchodzą je trzykrotnie wokół ze świecami w ceremonii zwanej vien tian.
- Kwiecień: Boun Pimai – trzydniowe obchody Nowego Roku; odbywające się tuż przed porą deszczową święto podkreśla znaczenie wody – posągi Buddy w domach i świątyniach są obmywane wodą (posąg Buddy Prabang obmywany jest w Wat Mai), a użyta do tego woda służy zabawie w oblewanie przechodniów i rodziny, które ma im przynosić szczęście; w mieście odbywają się procesje z udziałem postaci przebranych za miejscowe duchy opiekuńcze.
- Maj: Boun Visakha Bous’a – święto urodzin, śmierci i oświecenia Buddy. Boun Bang Fai – święto mające sprowadzić deszcz i obfite zbiory; procesje uliczne z muzyką i tańcami oraz pokazami ogni sztucznych[d]
- Sierpień: Boun Souang Heua – ważne religijne święto rolnicze, podczas którego nagom składane są ofiary mające skłonić je do powrotu z pól ryżowych do Mekongu; podczas tego święta na rzekę puszcza się nocą ofiarne łódeczki z liści bananowych i kwiatów oświetlane świecami; następnego dnia na rzece Nam Khan urządzane są wyścigi łodzi.
- Październik/Listopad: Boun Ok Phansa – święto na zakończenie postu buddyjskiego; na rzece puszczane są oświetlone świeczkami łódeczki. Boun Heua Fai – święto ku czci ducha phanga naga mające przynieść szczęście; każda z okolicznych wsi przygotowuje łódź i dekoruje ją, a następnie odbywa się w mieście parada łodzi, które nocą są spuszczane na rzekę i podpalane, jako ofiara dla duchów[18].

## Transport
Przez Luang Prabang przebiega najważniejsza dla Laosu droga nr 13 łącząca miasto ze stolicą (czas przejazdu autobusem to ok. 11–13 godzin) oraz z granicą chińską na północy i kambodżańską na południu. Ze stolicą prowincji Oudômxai – Muang Xay – łączy Luang Prabang droga nr 1. Łączność z resztą kraju oraz z sąsiednimi państwami zapewnia także międzynarodowy port lotniczy. Rola Mekongu, jako drogi wodnej staje się coraz mniejsza w miarę rozwoju sieci dróg. Obecnie odgrywa on rolę tylko w transporcie lokalnym oraz jako trasa turystyczna – podróż statkiem z Houayxay na granicy z Tajlandią do Luang Prabang trwa dwa dni.